# التخلص التدريجي من الوقود الأحفوري
التخلص التدريجي من الوقود الأحفوري هو التخفيض التدريجي لاستخدام الوقود الأحفوري إلى الصفر. تتضمّن الجهود الحالية في مجال التخلص التدريجي من الوقود الأحفوري استبدال مصادر الطاقة البديلة بالوقود الأحفوري في قطاعات مثل النقل والتدفئة والصناعة.

## الأساس
تشمل أسباب التخلص التدريجي من الوقود الأحفوري: المخاطر الصحية لتلوث الهواء وتخفيف حدة الاحتباس الحراري وانخفاض تكلفة الطاقة المتجددة.

### الصحة
تُعزى معظم ملايين الوفيات المبكرة بسبب تلوث الهواء إلى استخدام الوقود الأحفوري. قد يكون التلوث داخلي، مثل الناتج عن التدفئة والطهي، أو خارجي مثل الناتج عن عوادم السيارات. تشير إحدى التقديرات إلى نسبة 65% من إجمالي الوفيات وإلى 3.5 مليون حالة وفاة كل عام. وفقًا للبروفسور سير أندي هينز في مدرسة لندن لحفظ الصحة وطب المناطق الحارة، فإن الفوائد الصحية للتخلص التدريجي من الوقود الأحفوري مقاسةُ من ناحية المال (قدرها اقتصاديون مستخدمين قيمة الحياة لكل بلد) أكثر بكثير من تكلفة تحقيق هدف الدرجتين المئويتين لاتفاق باريس.

### تخفيف حدة الاحتباس الحراري
نشر جيمس هانسن وتسعة علماء آخرين في عام 2008 مقالة في دورية بعنوان «غاز ثاني أكسيد الكربون المستهدف في الغلاف الجوي: أين يجب أن تهدف الإنسانية؟» الذي يدعو إلى التخلص التدريجي التام من طاقة الفحم بحلول عام 2030.
في الآونة الأخيرة، صرح هانسن بأن استمرار معارضة الطاقة النووية يهدد قدرة البشرية على تجنب تغير المناخ الخطير. وصرح في الخطاب الذي شارك في تأليفه مع خبراء آخرين في تغير المناخ: «إذا بقينا على المسار الحالي، فهذه هي العواقب التي سنتركها لأطفالنا. أفضل مرشح لتجنب ذلك هو الطاقة النووية. وهي جاهزة الآن. ويجب أن نستفيد منها». و«يهدد استمرار المعارضة للطاقة النووية قدرة البشرية على تجنب تغير المناخ الخطير».

نشر بوشكر خاريشا وجيمس هانسن أيضًا في عام  2008 دراسة علمية راجعها الأقران تحلل تأثير التخلص التدريجي من الفحم على مستويات ثاني أكسيد الكربون  (CO2) في الغلاف الجوي. كان سيناريو التخفيف الأساسي لهما هو التخلص التدريجي من انبعاثات الفحم العالمية بحلول عام 2050. وصف المؤلفان السيناريو على النحو التالي:
يهدف السيناريو الثاني، المسمى التخلص التدريجي من الفحم، إلى تقريب موقف توقف فيه البلدان المتقدمة انبعاثات ثاني أكسيد الكربون من الفحم بحلول عام 2012، وبعد ذلك بعشرة أعوام توقف الدول النامية بالمثل الزيادات في انبعاثات الفحم. وبين عامي 2025 و2050، يُفترض أن تتخلص الدول المتقدمة والنامية تدريجيًا بشكل خطي من انبعاثات ثاني أكسيد الكربون من استخدام الفحم. وبالتالي، في سيناريو التخلص التدريجي من الفحم، تزداد انبعاثات ثاني أكسيد الكربون العالمية من الفحم بنسبة 2% سنويًا حتى عام 2012، وتنمو انبعاثات الفحم 1% سنويًا بين عامي 2013 و2022، وتبقى انبعاثات الفحم ثابتة خلال 2023-2025، وأخيرًا تنخفض انبعاثات ثاني أكسيد الكربون الناتجة عن الفحم خطيًا إلى الصفر في عام 2050. تشير هذه المعدلات إلى الانبعاثات في الغلاف الجوي ولا تقيد استهلاك الفحم، شريطة التقاط ثاني أكسيد الكربون وعزله. يُفترض أن تكون انبعاثات النفط والغاز نفس ما هي عليه في سيناريو بي إيه يو [بقاء الأمور على حالها].
درس خاريشا وهانسن أيضًا ثلاثة سيناريوهات تخفيف أخرى، جميعها لها نفس جدول سيناريو التخلص التدريجي من الفحم، ولكن يقدم كل منهما افتراضات مختلفة حول حجم احتياطيات النفط والغاز وسرعة استنفادها. في إطار سيناريو بقاء الأمور على حالها، يبلغ ثاني أكسيد الكربون في الغلاف الجوي ذروته عند 563 جزء في المليون (بّي بّي إم) في عام 2100. وفي إطار السيناريوهات الأربعة للتخلص التدريجي من الفحم، يبلغ ثاني أكسيد الكربون في الغلاف الجوي ذروته عند 422-446 جزء في المليون بين 2045 و2060 ثم ينخفض بعد ذلك. تتمثل الآثار الرئيسية للدراسة فيما يلي: التخلص التدريجي من انبعاثات الفحم هو أهم علاج لتخفيف الاحتباس الحراري الناجم عن أنشطة الإنسان؛ ويجب اتخاذ اجراءات تجاه الحد من استخدام النفط والغاز التقليديين أو تمديد استخدامها؛ وهناك حاجة إلى قيود صارمة قائمة على الانبعاثات للاستخدام المستقبلي لأنواع الوقود الأحفوري غير التقليدية مثل هيدرات الميثان والرمال القطرانية.

### أخرى
يمكن أن تخلق دوافع الطاقة المتجددة فرص عمل من خلال بناء محطات توليد طاقة جديدة وتصنيع المعدات التي تحتاج إليها، كما يتضح في حالة ألمانيا وصناعة طاقة الرياح.

## دراسات حول التخلص التدريجي من الوقود الأحفوري
في سيناريو [ثورة] تطور الطاقة الذي أعدته منظمة السلام الأخضر (غرينبيس) والمجلس الأوروبي للطاقة المتجددة (إس آر إس سي)، سيتخلص العالم من جميع استخدامات الوقود الأحفوري بحلول عام 2090.
أصدرت منظمة السلام الأخضر وشبكة العمل المناخي في أوروبا في ديسمبر 2015 تقريرًا يسلط الضوء على الحاجة إلى التخلص التدريجي الفعّال من توليد الطاقة باستخدام الفحم في جميع أنحاء أوروبا. استمدوا تحليلهم من قاعدة بيانات تضم 280 محطة فحم وشملت بيانات الانبعاثات من سجلات الاتحاد الأوروبي الرسمية.
خلص تقرير صادر في سبتمبر 2016 عن منظمة أويل تشانج إنترناشونال إلى أن انبعاثات الكربون الموجودة في الفحم والنفط والغاز في المناجم والحقول العاملة حالياً، على افتراض أنها ستعمل حتى نهاية فترة عملها، ستأخذ العالم إلى ما يتجاوز حدود الدرجتين المئويتين الواردة في اتفاقية باريس لعام 2015، وحتى بعيدًا عن هدف الـ1,5 درجة مئوية. ويلاحظ التقرير أن «أحد أقوى أدوات السياسة المناخية هي أيضًا أبسطها: إيقاف التنقيب عن المزيد من الوقود الأحفوري».
في أكتوبر 2016، أصدر معهد تنمية ما وراء البحار (أو دي آي) و11 منظمة غير حكومية أخرى تقريرًا عن تأثير بناء محطات توليد طاقة جديدة تعمل بالفحم في بلدان تفتقر فيها نسبة كبيرة من السكان إلى الكهرباء. ويخلص التقرير إلى أن بناء محطات توليد طاقة عاملة بالفحم، لا يساعد الفقراء كثيرًا وقد يجعلهم أفقر. علاوةً على ذلك، بدأ توليد الطاقة باستخدام طاقة الرياح والطاقة الشمسية يتحدى الفحم من حيث التكلفة.
تشير دراسة أجرتها دورية نيتشر إينرجي عام 2018 إلى أنه يمكن لعشر بلدان في أوروبا التخلص التدريجي التام من توليد الكهرباء باستخدام الفحم مع بنيتها التحتية الحالية، في حين يمكن للولايات المتحدة وروسيا التخلص من 30% على الأقل.

## تحديات التخلص التدريجي من الوقود الأحفوري
يتضمن التخلص التدريجي من الوقود الأحفوري العديد من التحديات، وأحدها هو الاعتماد العالمي عليه في حاليًا. وفر الوقود الأحفوري في عام 2014، 81,1% من استهلاك الطاقة الأولية في العالم، مع ما يقارب 465 إكساجول (11,109 ميغا طن نفط مكافئ). يتكون هذا العدد من 179  إكساجول (4,287 ميغا طن نفط مكافئ) من استهلاك النفط؛ 164 إكساجول (3,918 ميغا طن نفط مكافئ) من استهلاك الفحم، و122 إكساجول (2,904 ميغا طن نفط مكافئ) من استهلاك الغاز الطبيعي. 
يمكن أن يؤدي التخلص التدريجي من الوقود الأحفوري إلى زيادة أسعار الكهرباء، لأنه يجب أن تستبدل الاستثمارات الجديدة حصتها في توليد الكهرباء بمصادر الطاقة البديلة. وهناك سبب آخر لزيادة سعر الكهرباء يأتي من الحاجة إلى استيراد الكهرباء التي لا يمكن توليدها على المستوى الوطني.
هناك تأثير آخر للتخلص التدريجي من الوقود الأحفوري هو العمالة. ففي حالة عمال صناعة الوقود الأحفوري، سيكون التخلص التدريجي غير مرغوب فيه منطقيًا، وسيعارض العاملون في هذه الصناعة غالبًا أي تدابير تضع صناعاتهم تحت المراقبة. درس إندري توفينيرم وإليزابيث إيفارسفلتن العلاقة بين العمالة في صناعة الوقود الأحفوري ودعم سياسات تغير المناخ. واقترحوا أنه يمكن أن تكون إحدى فرص المتاحة لعمال التنقيب في صناعة الوقود الأحفوري في صناعة الطاقة الحرارية الأرضية. اقتُرح هذا بسبب استنتاجهم: من المرجح أن يعارض الأشخاص والشركات العاملين في صناعة الوقود الأحفوري التدابير التي تعرض عملهم للخطر، ما لم يكن لديهم بدائل أخرى أقوى. يمكن استقراء هذا الأمر للمصالح السياسية، التي يمكن أن تقاوم مبادرة التخلص التدريجي من الوقود الأحفوري. وأحد الأمثلة على ذلك هو كيفية ارتباط تصويت أعضاء الكونغرس الأمريكي بتفوق صناعات الوقود الأحفوري في ولاياتهم.